# Gia tộc Nagao
Gia tộc Nagao (長尾氏 (Trường Vĩ thị) Nagao-shi) là một gia đình daimyo, lãnh chúa phong kiến đã xây dựng và kiểm soát lâu đài Kasugayama và vùng thái ấp xung quanh, nơi giờ đây là quận Niigata. Nagao Kagetora, được Uesugi Norimasa nhận làm con nuôi, trở thành thành chủ năm 1548, lấy cái tên Uesugi Kenshin và đã thực sự chuyển gia tộc thống trị ở Kasugayama từ Nagao thành Uesugi. Những thành viên gia đình ông trước phục vụ cho nhà Nagao nay trở thành thuộc hạ của gia tộc Uesugi.

## Những thành viên đáng chú ý của gia tộc Nagao
- Nagao Tamekage (d. 1536), cha của Nagao Kagetora, người sau này trở thành Uesugi Kenshin.
- Uesugi Kenshin (1530-1578), ban đầu có tên là Nagao Kagetora, là một trong những tướng quân nổi tiếng nhất trong lịch sử Nhật Bản.
- Nagao Fujikage (không rõ năm tháng) chiến đấu dưới trướng Kenshin trong trận Kawanakajima thứ tư năm 1561.